# 제주특별자치도립교향악단
제주특별자치도립 제주 교향악단(濟州特別自治道立濟州交響樂團, Jeju Philharmonic Orchestra)은 제주특별자치도의 관현악단으로, 1985년에 50명 규모의 중편성 합주단으로 창단되었다. 1986년에는 시립예술단 자격을 부여받고 제주시립교향악단이라는 명칭으로 바뀌었다. 초대 상임지휘자는 이선문이었다.
현재 상임지휘자는 2025년부터 박승유가 맡고 있다. 주요 공연장으로 제주아트센터 대극장을 사용하고 있다. 자치도 내의 전통 민요와 각 학교 교가를 편곡해 녹음/배포하는 이색 기획으로 화제가 되기도 했으며, 2004년부터 대한민국 최초로 브루크너의 교향곡 전곡 연주회 시리즈를 시작해 2008년에 완료했다. 이어 역시 대한민국 최초의 시벨리우스 교향곡 전곡 연주회 시리즈를 진행했다. 2008년 1월 1일에 제주시립합창단과 함께 제주시 직속에서 제주특별자치도 직속으로 이관되면서 현재의 명칭으로 개칭되었다.
음반으로는 브루크너 교향곡 전곡(11곡)의 실황이 교향악단 자체 기획 CD로 출반되어 있으며, 4번과 5번, 7번은 DVD로도 나와 있다. 이외에 스메타나의 연작 교향시 '나의 조국' 과 라벨의 발레 모음곡 '다프니스와 클로에' 제2번의 교향악축제 실황도 DVD로 출반되어 있다.